# 大日本言論報国会
社団法人大日本言論報国会（だいにほんげんろんほうこくかい、だいにっぽんげんろんほうこくかい）は、1942年（昭和17年）12月23日に、大東亜戦争遂行のための言論統制を担当していた情報局の指導のもとに設立された団体。情報局の外郭団体であり、戦時下における事実上唯一の評論家団体であった。
1942年5月に設立された日本文学報国会が、数多くの文学者を網羅的、半強制的に会員としたのに対し、この大日本言論報国会は、戦争に協力的とされる評論家たちの中から、情報局職員の立会いのもとで会員を選んだ。これら会員は情報局や軍部の庇護の下で新聞・雑誌で戦争遂行キャンペーンを展開し、一方で、言論報国会が中心となって『思想戦大学講座』（1944年）などを編纂した。

## 沿革

### 前史
前身は、1940年（昭和15年）に設立された「日本評論家協会」である。
1939年（昭和14年）2月22日、評論家による時局協力団体として「評論家協会」（馬場恒吾会長）が設立される。同会は百数十名の会員を集めるが、間もなく有名無実化。翌1940年10月5日、近衛新体制運動の中で、室伏高信らが主導して評論家協会を改組し、「日本評論家協会」を設立した。この団体の実質的な中心は室伏と伊佐秀雄・津久井龍雄であった。参加者の幅は広く、1941年（昭和16年）3月の時点では約280名を数えた。第2回総会で杉森孝次郎を会長に選出。
1942年（昭和17年）4月の翼賛選挙を機に、大政翼賛会文化部を中心に、文化人全体を組織して一つの政治力にまで結集しようという計画が現れ、これに加担しようとした室伏高信らと、反対した津久井龍雄らとの間に対立が生じた。また、同年5月に日本文学報国会が設立されたため、評論家の間でも同種の団体を組織しようという主張が現れた。同年7月頃から、日本評論家協会の幹部たちと、情報局の川面隆三第五部長・井上司朗第五部第三課長との接触が始まり、8月30日には『都新聞』で「大日本思想報国会」の設立構想が報じられた。これは、評論活動関係者を網羅的に参加させようとするものであった。
一方、井澤弘（元『東京日日新聞』論説委員）、野村重臣（元同志社大学助教授）、斎藤忠（軍事外交評論家）らのグループは、「思想戦」の指導を行うための少数会員による団体の設立を画策し、1942年8月24日付で「大東亜思想協会」構想を作成している。
この、「大日本思想報国会」構想と「大東亜思想協会」構想が、情報局の指導で統合され、大日本言論報国会構想となった。会の設立にあたっては、日本評論家協会系の動きは排除され（特に、室伏高信と伊佐秀雄は名指しで排斥された）、情報局と「思想戦」グループが中心となってゆくことになる。会の名称については、「評論」が「歴史的連想上からは面白くない」、「学術思想報国会」が「人民戦線」という理由で却下され、「大日本言論報国会」という名称が採用された。

### 設立
1942年（昭和17年）12月23日創立総会。翌1943年（昭和18年）1月25日社団法人設立認可、3月6日発会式。会長には、すでに日本文学報国会会長に就任していた徳富蘇峰が推され、専務理事には鹿子木員信、常務理事には津久井龍雄（総務部長）、野村重臣（調査部長）、井澤弘（企画部長）の3人が就任した。徳富蘇峰が日本文学報国会と大日本言論報国会の会長を兼任したのは、情報局が両団体を将来的に統合することを想定していたためではないかと考えられている。
定款では、目的は「国体ノ本義ニ基キ聖戦完遂ノタメ会員相互ノ錬成ヲ図リ日本世界観ヲ確立シテ大東亜新秩序建設ノ原理ト構想トヲ闡明大成シ進ンデ皇国内外ノ思想戦ニ挺身スルコト」（第3条）とされた。
定款上、総会の決議は情報局の認可がなければ発効せず（第15条）、また、会長は情報局総裁の推薦（第17条）、役員は情報局総裁の承認（第23条）が必要とされるなど、情報局による統制が強く働いていた。直接の監督担当は第五部第三課（1943年4月から第四部文芸課、同年11月から第二部文芸課）で、課長は一貫して井上司朗であった。
また、日本文学報国会が会員資格に思想上の要件を認めていなかったのに対し、大日本言論報国会では「本会ノ目的達成ニ挺身セントスル者」を正会員資格としていた（定款第6条）。このため、会員の選考においては思想的選別が行われており、自由主義的と見られた人物に対しては入会の勧誘が行われなかった。勧誘されなかった人物に、清沢洌、馬場恒吾、真下信一、三木清、見田石介、石坂泰三、神近市子、川島武宜、野依秀市、有沢広巳、古島敏雄、本庄栄治郎、森戸辰男、笠信太郎などがいる。また、田邊元のように、入会を勧められながら拒否した例もある。
女性役員では、理事に市川房枝、参与に山高しげり、評議員に竹内茂代と河崎なつが名を連ねている。

### 活動
会員数は1943年3月末の時点で847名、翌1944年（昭和19年）3月末の時点で969名。
1943年7月21日、第1回婦人会員懇談会が開かれ、羽仁もと子ら9人の女性会員が出席した。ただし、婦人会員懇談会はこれを最後に開催されていない。
1943年8月30日の第7回理事会で津久井龍雄が常務理事・総務部長を辞任し、後任に斎藤忠が就任。この前後から、右翼からの西田哲学・京都学派や『中央公論』『改造』等に対する攻撃が強まるようになると、言論報国会は次第に言論抑圧への加担を強め、ジャーナリズム関係者からの反感を招くようになる。その転機となったのは、『読書人』（東京堂）1943年7月号における西田哲学・京都学派攻撃だったと指摘されている。ただし、この攻撃自体と言論報国会との関係は明確ではない。
1943年10月1日、機関誌『言論報国』が創刊される。発行部数は第3号まで2000部、第2巻第5号（1944年5月号）まで発行部数7000部、60 - 80ページ台を維持する。6月号から14000部に増加するが、ページ数は半減した。
1944年頃になるとジャーナリズムとの関係は険悪なものとなり、野村重臣調査部長が『中央公論』『改造』『文藝春秋』『日本評論』の4誌の出版整理を主張する（当時あった総合雑誌は、この4誌のほかは『公論』だけであった）一方、雑誌社や新聞社からは「思想暴力団」扱いされるようになる。
1944年7月に東條内閣が倒れると、代わって登場した小磯内閣の緒方竹虎情報局総裁は「言論暢達」を主張して言論統制の緩和政策をとる。このため、言論報国会は次第に政権とも対立するようになる。
1944年7月7日、第15回理事会で鹿子木員信が理事長・事務総長に昇格。10月2日、第17回理事会で野村重臣が常務理事を辞任し、同月末の第18回理事会で後任に森本忠が就任する。これは、ジャーナリズムと対立していた野村から元『朝日新聞』記者の森本に交替させることで、新聞との関係回復を狙ったものではないかと考えられている。
1945年（昭和20年）初頭には、言論報国会の幹部の中に、陸軍の一部将校による軍政施行のためのクーデター計画に加担する動きがあったという。
1945年1月19日、熱海の徳富蘇峰別邸で緊急理事会が開かれる。この場で蘇峰は「天皇御親政」、陸海軍の統合、人事刷新などを内容とする「皇国確信の十箇条」を提言し、この十箇条は建白書として、1月20日に鹿子木理事長から小磯國昭首相に伝達された。また、5月4日には鈴木貫太郎首相に対し、非常大権の発動奏請を求める建議書が提出されている。
5月25日の山の手大空襲により言論報国会事務所が被災、これにより事実上の活動休止に追い込まれる。

### 解散と公職追放
1945年8月15日、終戦により存立の意義を終了した、として、社団法人解散認可申請書を情報局に提出。8月21日、解散認可。なお、定款上、解散には総会において出席会員の過半数の票決が必要（第14条）とされていたが、事務局は「時局切迫」を理由に、総会を開かずに解散申請を行い、8月25日付で事務総長鹿子木員信の名義で出された新聞広告「大日本言論報国会会員諸賢ニ告ク」によって、解散の事実を会員に通告した。
1946年（昭和21年）1月4日、GHQが超国家主義団体として解散対象に指定。さらに、役員は公職追放の対象となった。通常、学者・文筆家の追放にはG項（「其の他の軍国主義者及極端なる国家主義者」）が適用されるが、大日本言論報国会の役員にはC項（「極端なる国家主義的団体、暴力主義的団体又は秘密愛国団体の有力分子」）が適用された。これは、民政局が大日本言論報国会を「強力な思想団体としての実体を有し思想戦遂行のための指導的影響力を実際に振う存在」と見なしたためである。
その後、追放解除となり、言論界に復帰したものもいる。

## 関係書類
戦後、大日本言論報国会・日本文学報国会の関係書類は焼却処分されたはずであったが、情報局の幹部職員がひそかに保存していた資料が、のちに古書業者を通じて関西大学図書館に持ち込まれており、2000年（平成12年）に影印本として復刻されている。ただし、日本文学報国会関係書類は全文が収録されているが、大日本言論報国会関係書類は抄録で、全9冊のうち5冊から抜粋したものである。

## 組織

### 役員
設立時の役員は以下の通り。
会長
徳富猪一郎
専務理事
鹿子木員信
常務理事
津久井龍雄、野村重臣、井澤弘
理事
秋山謙蔵、稲原勝治、市川房枝、小野清一郎、大串兎代夫、大熊信行、大島豊、加田忠臣、小牧実繁、高坂正顕、高山岩男、斎藤瀏、斎藤忠、斎藤晌、佐藤通次、新明正道、匝瑳胤次、富塚清、中野登美雄、橋爪明男、藤田徳太郎、古川武、穂積七郎、山崎靖純
監事
住田正一、船田中、森下國雄

## 出版物
- 大日本言論報国会編『世界観の戦ひ』同盟通信社出版部〈日本思想戦叢書 第1輯〉、1943年9月
- 大日本言論報国会編『思想戦の根基』同盟通信社出版部〈日本思想戦叢書 第2輯〉、1943年9月
- 大日本言論報国会編『国家と文化』同盟通信社出版部〈日本思想戦叢書 第3輯〉、1943年9月
- 大日本言論報国会編『思想戦大学講座』時代社、1944年1月
- 大日本言論報国会編『大東亜共同宣言』同盟通信社、1944年4月
- 『言論報国』（機関誌、1943年10月 - 1945年5月）